# Pendakomo
Pendakomo (gr. Πεντάκωμο) – wieś w Republice Cypryjskiej, w dystrykcie Limassol. W 2011 roku liczyła 644 mieszkańców.